# Serrat de Penyores
El Serrat de Penyores és una serra situada al municipi de Sant Mateu de Bages, a la comarca catalana del Bages, amb una elevació màxima de 688 metres.